# Microprotopus bicuspidatus
Microprotopus bicuspidatus is een vlokreeftensoort uit de familie van de Microprotopidae. De wetenschappelijke naam van de soort is voor het eerst geldig gepubliceerd in 1971 door Rabindranath.